# De La Soul Is Dead
Albums de De La Soul
3 Feet High and Rising
(1989) Buhloone Mindstate
(1993)
Singles
1. A Roller Skating Jam Named "Saturdays"
Sortie : 5 mars 1991
2. Ring Ring Ring (Ha Ha Hey)
Sortie : 27 mai 1991
3. Millie Pulled a Pistol on Santa
Sortie : 1991

De La Soul Is Dead est le deuxième album studio de De La Soul, sorti le 13 mai 1991.
Bien accueilli par la critique, l'album s'est classé 24e au Top R&B/Hip-Hop Albums et 26e au Billboard 200 et a été certifié disque d'or par la Recording Industry Association of America (RIAA) le 18 juillet 1991.

## Liste des titres
| No  | Titre                                                                    | Contient un (des) sample(s) de | Durée |
| --- | ------------------------------------------------------------------------ | --- | ----- |
| 1.  | Intro                                                                    | D.A.I.S.Y. Age de De La Soul | 2:14  |
| 2.  | Oodles of O's                                                            | Diamonds on My Windshield de Tom Waits Stretching d'Art Blakey and the Jazz Messengers Hihache du Lafayette Afro Rock Band Funky Drummer de James Brown Walking to War de War Jenifa Taught Me (Derwin's Revenge) de De La Soul On the Radio du Crash Crew The Show de Doug E. Fresh, Slick Rick and The Get Fresh Crew The Gas Face de 3rd Bass featuring Zev Love X Nobody Beats the Biz de Biz Markie featuring T.J Swan Yo! Bum Rush the Show de Public Enemy | 3:31  |
| 3.  | Talkin' Bout Hey Love                                                    | Les Oubliettes de Serge Gainsbourg Hey Love de Stevie Wonder The Easiest Way to Fall de Freda Payne La Di Da Di de Doug E. Fresh et Slick Rick | 2:27  |
| 4.  | Pease Porridge                                                           | Pease Porridge Hot d'Harrell & Sharron Lucky Black-Eyed Susan Brown de Brother Bones Finger Fun d'Harrell & Sharron Lucky Can I Kick It? de A Tribe Called Quest Make It Funky de James Brown | 5:02  |
| 5.  | Skit 1                                                                   | | 0:25  |
| 6.  | Johnny's Dead AKA Vincent Mason (live from the BK Lounge)                | | 1:57  |
| 7.  | A Roller Skating Jam Named "Saturdays" (featuring Q-Tip et Vinia Mojica) | Saturday in the Park de Chicago Light My Fire du Young-Holt Unlimited Evil Vibrations de The Rebirth I Got My Mind Made Up d'Instant Funk Ebony Jam de Tower of Power Grease de Frankie Valli Good Times de Chic | 4:03  |
| 8.  | WRMS' Dedication to the Bitty                                            | In All My Wildest Dreams de Joe Sample The Breakdown (Part II) de Rufus Thomas | 0:46  |
| 9.  | Bitties in the BK Lounge                                                 | It's Your Thing de Lou Donaldson No Frills de Taana Gardner Dancing Machine des Jackson Five Money (Dollar Bill Y'all) de Jimmy Spicer La Di Da Di de Doug E. Fresh et Slick Rick | 5:40  |
| 10. | Skit 2                                                                   | | 0:31  |
| 11. | My Brother's a Basehead (featuring Squirrell et Preacher)                | Touch Me des Doors Game of Love de Wayne Fontana & the Mindbenders Stick 'Em des Fat Boys La Di Da Di de Doug E. Fresh et Slick Rick Gangsta Gangsta des N.W.A Hang on Sloopy des McCoys | 4:20  |
| 12. | Let, Let Me In                                                           | Tramp de Lowell Fulson Twine Time d'Alvin Cash & the Crawlers At My Front Door des El Dorados I Got My Mind Made Up d'Instant Funk Fat Albert Theme d'Ed Fournier et Ricky Sheldon A Question of Honor d'Arthur Korb I'll Be Doggone d'Instant Funk Walk This Way d'Aerosmith | 3:25  |
| 13. | Afro Connections at a Hi 5 (In the Eyes of the Hoodlum)                  | And That's Saying a Lot de Chuck Jackson For Goodness Sake, Look at Those Cakes de James Brown Bust That Groove de Stetsasonic | 4:02  |
| 14. | Rap de Rap Show                                                          | | 2:19  |
| 15. | Millie Pulled a Pistol on Santa                                          | I'll Stay de Funkadelic Mommy, What's a Funkadelic? de Funkadelic Synthetic Substitution de Melvin Bliss | 4:10  |
| 16. | Who do u Worship?                                                        | Anyway de Genesis Johnny the Fox Meets Jimmy the Weed de Thin Lizzy | 1:59  |
| 17. | Skit 3                                                                   | | 0:31  |
| 18. | Kicked Out the House                                                     | La Di Da Di de Doug E. Fresh et Slick Rick | 1:56  |
| 19. | Pass the Plugs                                                           | Oops! Here I Go Again d'Edna Wright Pass the Peas des J.B.'s Magic Mountain d'Eric Burdon and War It's a Shame (Mt. Airy Groove) de Grandmaster Flash and The Furious Five Description de De La Soul | 3:30  |
| 20. | Not Over till the Fat Lady Plays the Demo                                | En Melody de Serge Gainsbourg Mr. Cab Driver de Lenny Kravitz Ring Ring Ring (Ha Ha Hey) de De La Soul Please Listen to My Demo d'EPMD Fat Boys des Fat Boys La Di Da Di de Doug E. Fresh et Slick Rick | 1:29  |
| 21. | Ring Ring Ring (Ha Ha Hey)                                               | Help Is on the Way des Whatnauts Beat de Lou Johnson Impeach the President des Honey Drippers Act Like You Know du Fat Larry's Band Name and Number de Curiosity Killed the Cat | 5:06  |
| 22. | WRMS: Cat's in Control                                                   | In All My Wildest Dreams de Joe Sample | 0:34  |
| 23. | Skit 4                                                                   | | 0:12  |
| 24. | Shwingalokate                                                            | Mr. Groove de One Way Placebo Syndrome de Parliament Flash Light de Parliament Bust That Groove de Stetsasonic | 4:14  |
| 25. | Fanatic of the B Word                                                    | Get Out of My Life, Woman de Lee Dorsey That's No Lie de White Lightnin' Freedom de Grandmaster Flash and The Furious Five | 4:09  |
| 26. | Keepin' the Faith                                                        | Sign of the Times de Bob James Just a Touch of Love de Slave The Champ des Mohawks Could You Be Loved de Bob Marley and The Wailers Be Thankful for What You Got de William DeVaughn Walk This Way d'Aerosmith Johnny the Fox Meets Jimmy the Weed de Thin Lizzy Beats to the Rhyme de Run–D.M.C. | 4:45  |
| 27. | Skit 5                                                                   | | 0:32  |